# Neoclemensia
Neoclemensia é um género botânico pertencente à família das orquídeas (Orchidaceae).